# Liste des distinctions d'Aishwarya Rai
Cet article traite des récompenses et nominations reçues par l'actrice indienne Aishwarya Rai.

## Filmfare Awards
| Année | Catégorie                             | Film                      | Résultat   |
| ----- | ------------------------------------- | ------------------------- | ---------- |
| 1998  | Meilleure actrice                     | Jeans                     | Lauréat    |
| 2000  | Meilleure actrice                     | Hum Dil De Chuke Sanam    | Lauréat    |
| 2000  | Meilleure actrice                     | Taal                      | Nomination |
| 2001  | Meilleure actrice                     | Hamara Dil Aapke Paas Hai | Nomination |
| 2001  | Meilleure actrice dans un second rôle | Mohabbatein               | Nomination |
| 2003  | Meilleure actrice                     | Devdas                    | Lauréat    |
| 2005  | Meilleure actrice                     | Raincoat                  | Nomination |
| 2007  | Meilleure actrice                     | Dhoom 2                   | Nomination |
| 2008  | Meilleure actrice                     | Guru                      | Nomination |
| 2009  | Meilleure actrice                     | Jodhaa Akbar              | Nomination |
| 2011  | Meilleure actrice                     | Guzaarish                 | Nomination |

## IIFA Awards
| Année | Catégorie                            | Film                           | Résultat   |
| ----- | ------------------------------------ | ------------------------------ | ---------- |
| 2000  | Meilleure actrice                    | Hum Dil De Chuke Sanam         | Lauréat    |
| 2000  | Meilleure actrice                    | Taal                           | Nomination |
| 2003  | Meilleure actrice                    | Devdas                         | Lauréat    |
| 2005  | Meilleure actrice                    | Raincoat                       | Nomination |
| 2007  | Star glamour de l'année              | —                              | Lauréat    |
| 2007  | Meilleure personnalité sur MSN India | —                              | Lauréat    |
| 2007  | Meilleure actrice                    | Dhoom 2                        | Nomination |
| 2008  | Meilleure actrice                    | Guru                           | Nomination |
| 2009  | Meilleure actrice de la décennie     | Hum Dil De Chuke Sanam, Devdas | Lauréat    |
| 2009  | Meilleure actrice                    | Jodhaa Akbar                   | Nomination |
| 2011  | Meilleure actrice                    | Guzaarish                      | Nomination |

## Star Screen Awards
| Année | Catégorie                                 | Film                                       | Résultat   |
| ----- | ----------------------------------------- | ------------------------------------------ | ---------- |
| 1998  | Meilleur espoir féminin                   | Aur Pyar Ho Gaya                           | Lauréat    |
| 1998  | Découverte de l'année                     | Aur Pyar Ho Gaya                           | Lauréat    |
| 1998  | Meilleure actrice                         | Taal                                       | Nomination |
| 1999  | Meilleure actrice                         | Hum Dil De Chuke Sanam                     | Lauréat    |
| 2000  | Meilleure actrice                         | Hamara Dil Aapke Paas Hai                  | Nomination |
| 2000  | Meilleure actrice dans un rôle secondaire | Mohabbatein                                | Nomination |
| 2002  | Meilleur couple                           | Devdas (partagé avec Shahrukh Khan)        | Lauréat    |
| 2002  | Meilleure actrice                         | Devdas                                     | Lauréat    |
| 2004  | Meilleure actrice                         | Raincoat                                   | Nomination |
| 2006  | Meilleure actrice                         | Dhoom 2                                    | Nomination |
| 2006  | Meilleur couple                           | Dhoom 2 (partagé avec Hrithik Roshan)      | Nomination |
| 2007  | Meilleure actrice                         | Guru                                       | Nomination |
| 2008  | Meilleure actrice                         | Jodhaa Akbar                               | Nomination |
| 2008  | Meilleur couple                           | Jodhaa Akbar (partagé avec Hrithik Roshan) | Nomination |
| 2009  | Meilleure actrice - critiques             | Jodhaa Akbar                               | Lauréat    |
| 2010  | Meilleure actrice                         | Guzaarish                                  | Nomination |
| 2011  | Meilleur couple                           | Guzaarish (partagé avec Hrithik Roshan)    | Lauréat    |

## BIG Star Entertainment Awards
| Année | Catégorie                        | Film      | Résultat   |
| ----- | -------------------------------- | --------- | ---------- |
| 2010  | Meilleure actrice de la décennie | Aucun     | Lauréat    |
| 2010  | Meilleure actrice                | Guzaarish | Nomination |

## Zee Cine Awards
| Année | Catégorie                                       | Film                   | Résultat   |
| ----- | ----------------------------------------------- | ---------------------- | ---------- |
| 2000  | Plus belle Indienne pour la marque de savon Lux | Aucun                  | Lauréat    |
| 2000  | Meilleure actrice - critiques                   | Taal                   | Nomination |
| 2000  | Meilleure actrice - critiques                   | Hum Dil De Chuke Sanam | Lauréat    |
| 2003  | Meilleure actrice                               | Devdas                 | Lauréat    |
| 2003  | Plus belle actrice indienne                     | Aucun                  | Nomination |
| 2005  | Meilleure actrice - critiques                   | Raincoat               | Lauréat    |
| 2007  | Meilleure actrice - critiques                   | Umrao Jaan             | Lauréat    |
| 2011  | Meilleure actrice selon le jury                 | Guzaarish              | Nomination |

## Washington D.C. Area Film Critics Association
| Année | Catégorie             | Film                       | Résultat   |
| ----- | --------------------- | -------------------------- | ---------- |
| 2005  | Meilleure performance | Coup de foudre à Bollywood | Nomination |

## Stardust Awards
| Année | Catégorie                 | Film         | Résultat   |
| ----- | ------------------------- | ------------ | ---------- |
| 2007  | Meilleure star de l'année | Dhoom 2      | Lauréat    |
| 2008  | Meilleure star de l'année | Guru         | Nomination |
| 2009  | Meilleure star de l'année | Sarkaj Raj   | Nomination |
| 2009  | Meilleure star de l'année | Jodhaa Akbar | Nomination |
| 2011  | Meilleure actrice         | Guzaarish    | Lauréat    |
| 2011  | Meilleure star de l'année | Guzaarish    | Nomination |

## Bollywood Movie Awards
| Année | Catégorie         | Film   | Résultat |
| ----- | ----------------- | ------ | -------- |
| 2003  | Meilleure actrice | Devdas | Lauréat  |

## Zee Gold Awards
| Année | Catégorie                                   | Film                   | Résultat |
| ----- | ------------------------------------------- | ---------------------- | -------- |
| 2000  | Meilleure actrice                           | Taal                   | Lauréat  |
| 2000  | Meilleure actrice dans un rôle sensationnel | Taal                   | Lauréat  |
| 2000  | Meilleure actrice - critiques               | Hum Dil De Chuke Sanam | Lauréat  |

## Sansui Awards
| Année | Catégorie         | Film   | Résultat |
| ----- | ----------------- | ------ | -------- |
| 2002  | Meilleure actrice | Devdas | Lauréat  |

## Apsara Film & Television Producers Guild Awards
| Année | Catégorie            | Film         | Résultat   |
| ----- | -------------------- | ------------ | ---------- |
| 2008  | Meilleure actrice    | Guru         | Nomination |
| 2009  | Meilleure actrice    | Jodhaa Akbar | Nomination |
| 2010  | Actrice d'excellence | Guzaarish    | Lauréat    |
| 2011  | Meilleure actrice    | Guzaarish    | Nomination |

## The Global Indian Film and TV Honors
| Année | Catégorie         | Film      | Résultat   |
| ----- | ----------------- | --------- | ---------- |
| 2011  | Meilleure actrice | Guzaarish | Nomination |

## Annual Central European Bollywood Awards
| Année | Catégorie         | Film | Résultat |
| ----- | ----------------- | ---- | -------- |
| 2007  | Meilleure actrice | Guru | Lauréat  |

## Autres distinctions
| Année | Distinction                           | Catégorie                                 | Film                            | Résultat   |
| ----- | ------------------------------------- | ----------------------------------------- | ------------------------------- | ---------- |
| 2000  | Won Priyadarshini International Award | Meilleure actrice                         | Hum Dil De Chuke Sanam          | Lauréat    |
| 2000  | Rupa Filmgoers Millennium Award       | Meilleure actrice                         | Hum Dil De Chuke Sanam          | Nomination |
| 2001  | BWSX Fantasy Award                    | Meilleure actrice dans un rôle secondaire | Mohabbatein                     | Lauréat    |
| 2002  | RACE Award                            | Meilleure actrice                         | Devdas                          | Lauréat    |
| 2003  | V. Shantaram Awards                   | Meilleure actrice                         | Devdas                          | Lauréat    |
| 2003  | Anandalok Awards                      | Meilleure actrice                         | Chokher Bali                    | Lauréat    |
| 2005  | MTV Immies                            | Meilleure performance dans une chanson    | Bunty Aur Babli (pour Kajra Re) | Nomination |
| 2011  | Anandalok Awards                      | Meilleure actrice                         | Raavan                          | Nomination |